# Taquile
Taquile (Spanisch) oder Intika (Quechua) ist eine Insel im peruanischen Teil des Titicaca-Sees, 45 km von der Stadt Puno entfernt.
Die Insel ist etwa 5,5 km lang und bis zu 1,6 km breit. Der höchste Punkt liegt bei 4.050 m Höhe über dem Meeresspiegel, der größte Ort bei 3.950 m (zum Vergleich die Wasseroberfläche des Titicaca-Sees: 3.810 m).
Taquile hat etwa 1.700 quechuasprachige Einwohner, die auf Spanisch Taquileños genannt werden. Das Quechua (Variante Qusqu-Qullaw) wird von allen Altersstufen aktiv gesprochen. Besonders unter den Jüngeren sprechen viele auch Spanisch.

## Geschichte
Intika gehörte seit dem 15. Jahrhundert zum Inka-Reich. Die Ruinen (auf zwei Bergspitzen: Uray K'ari und Hanan K'ari) stammen wahrscheinlich jedoch schon aus der Zeit der Tiwanaku-Kultur (ca. 800 n. Chr.). Die Insel gehörte zu den letzten Gebieten im Hochland Perus, die von den Spaniern erobert wurden. Lange Zeit gelang es den Einwohnern, sich vor den Spaniern so zu verstecken, dass diese die Insel für unbewohnt hielten. Intika wurde 1580 für den König Karl V. eingenommen, der es sogleich dem Grafen Rodrigo de Taquila (nach anderen Angaben hieß er Pedro Gonzalez de Taquile) verkaufte. Auf diesen geht der spanische Name der Insel zurück. Unter der spanischen Kolonialherrschaft war die traditionelle Kleidung verboten, so dass die Taquileños spanische Bauerntracht übernahmen. Diese ist ihre noch heute verwendete "indianische" Tracht. In den 1930er Jahren diente Taquile als Gefängnisinsel, wo unter anderen auch der ehemalige peruanische Präsident Luis Miguel Sánchez Cerro einsaß. 1937 kauften sich die Taquileños das Eigentumsrecht über die ganze Insel zurück.

## Wirtschaft und Verwaltung

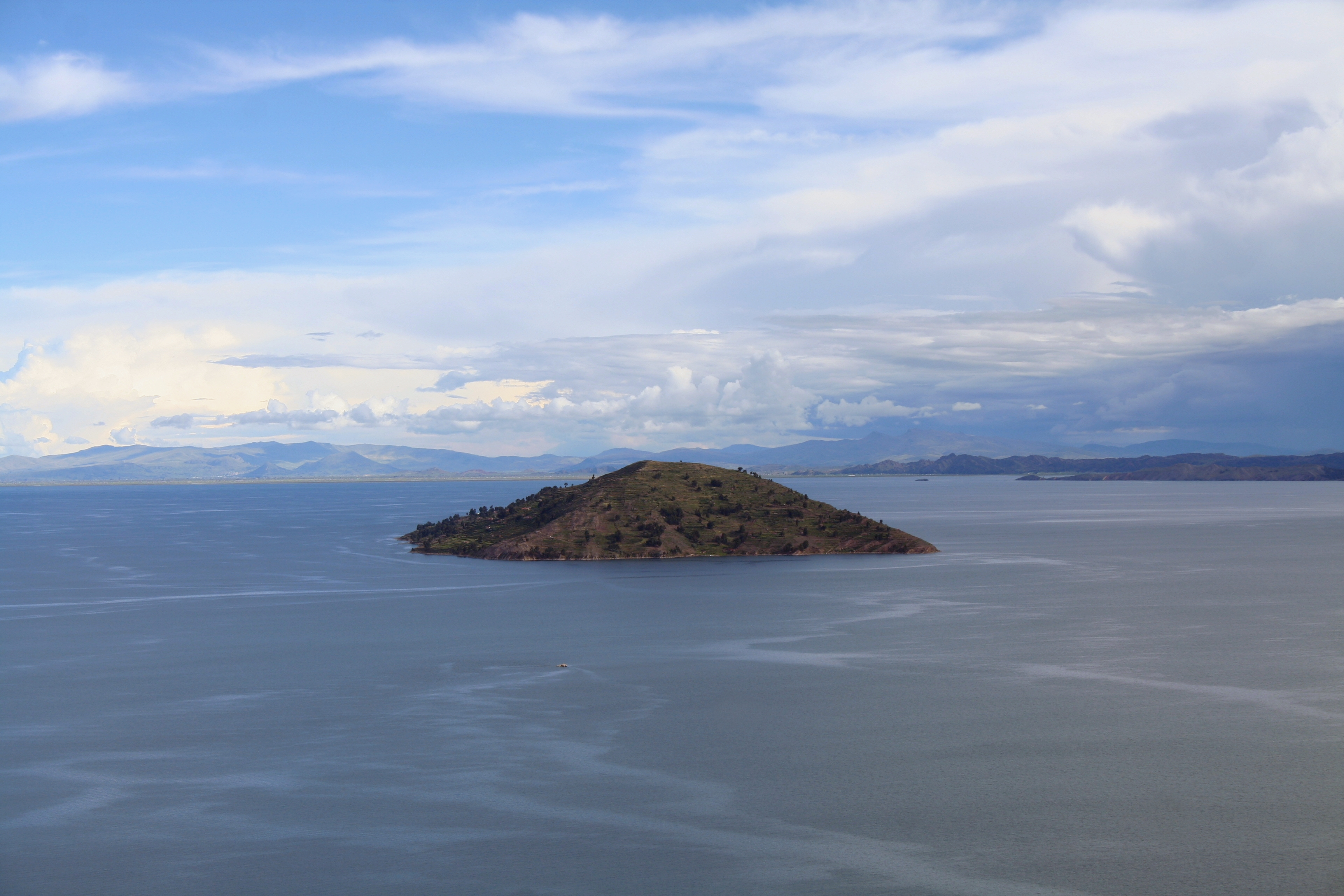
Taquile von Amantaní

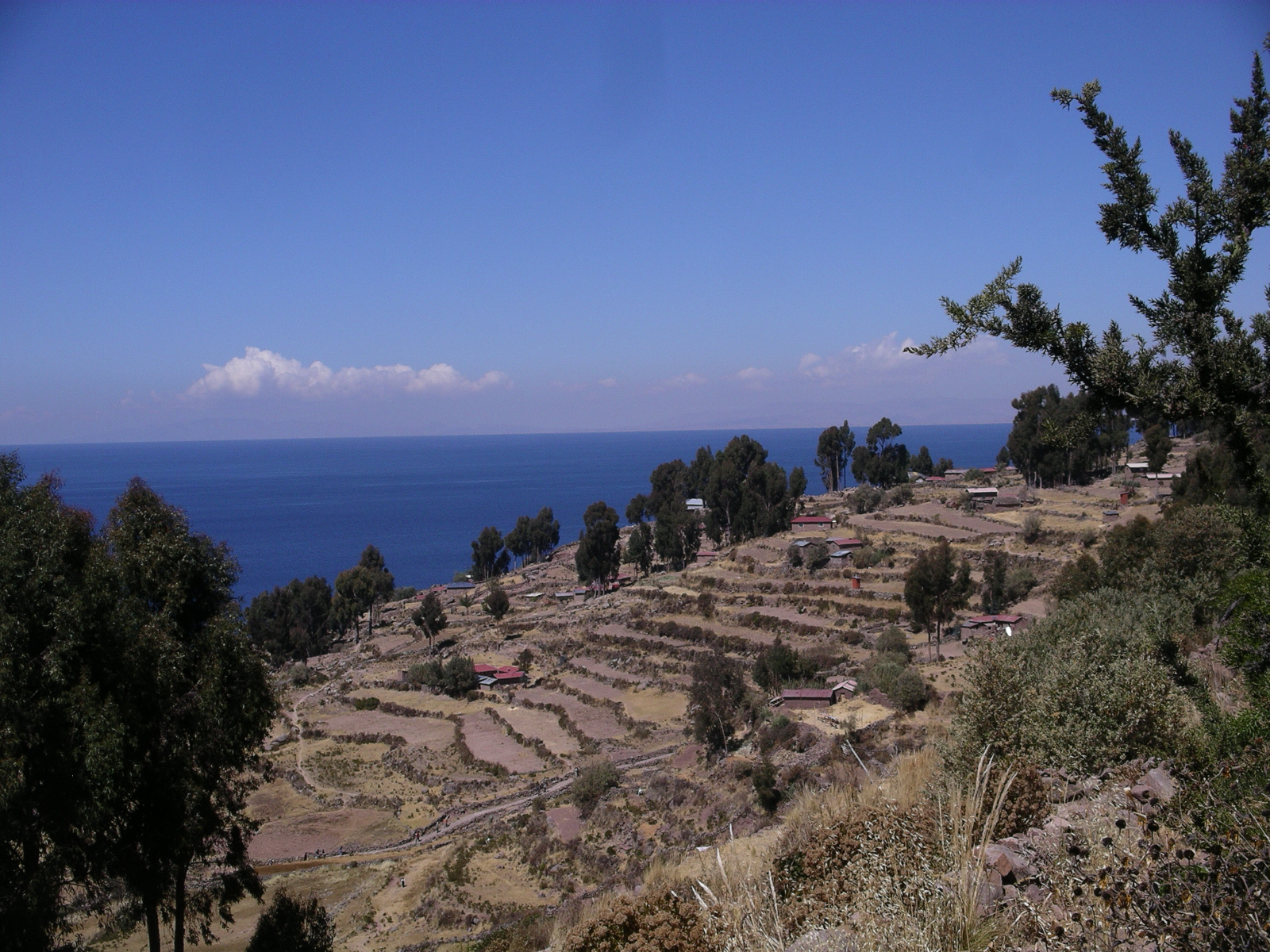
Terrassen auf der Insel Taquile

Die Taquileños sind – ähnlich wie die benachbarte Insel Amantaní – in einer Genossenschaft organisiert, die sich bewusst auf die aus der Inkazeit (oder davor) stammenden Gebote "Ama suwa, ama llulla, ama qilla" (nicht stehlen, nicht lügen, nicht faul sein) bezieht. Als Folge verzichten die Einheimischen auf die Präsenz einer Polizeieinheit.
Die Insel versorgt sich durch Fischerei und Terrassenfeldbau (insbesondere Kartoffeln). Eine bedeutende Einnahmequelle ist der Tourismus geworden, der von der Genossenschaft kontrolliert wird. Diese hat bis heute auch jeden Hotelbau verhindert, der von Tourismusunternehmen angestrebt wurde. Die jährlich etwa 40.000 Touristen werden durch zentrale Vermittlung in Privatquartieren untergebracht. Auf diesem Wege konnten sich die Taquileños eine relative wirtschaftliche Unabhängigkeit erhalten.

## Touristisches

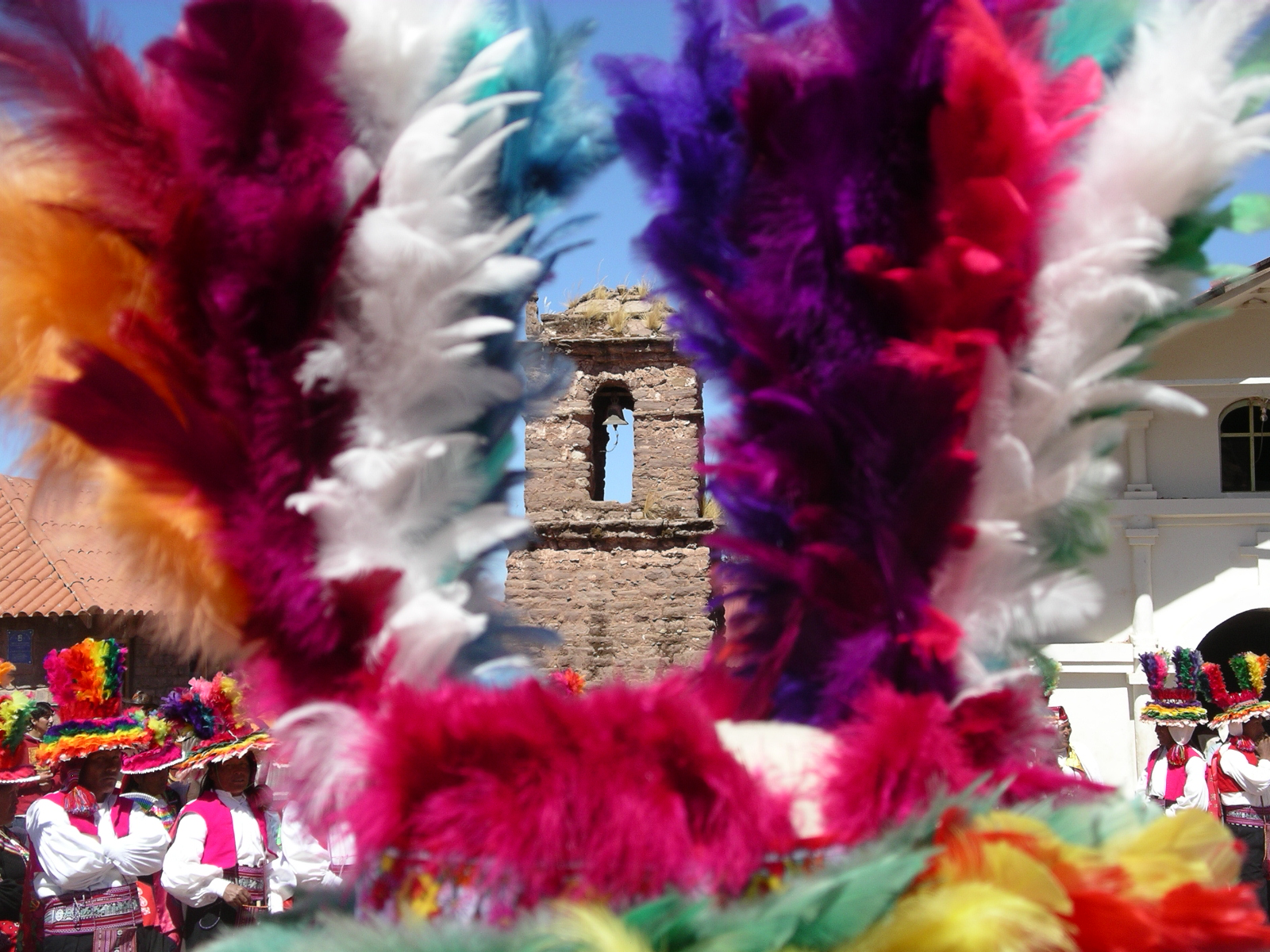
Fiesta de Santiago am 25. Juli

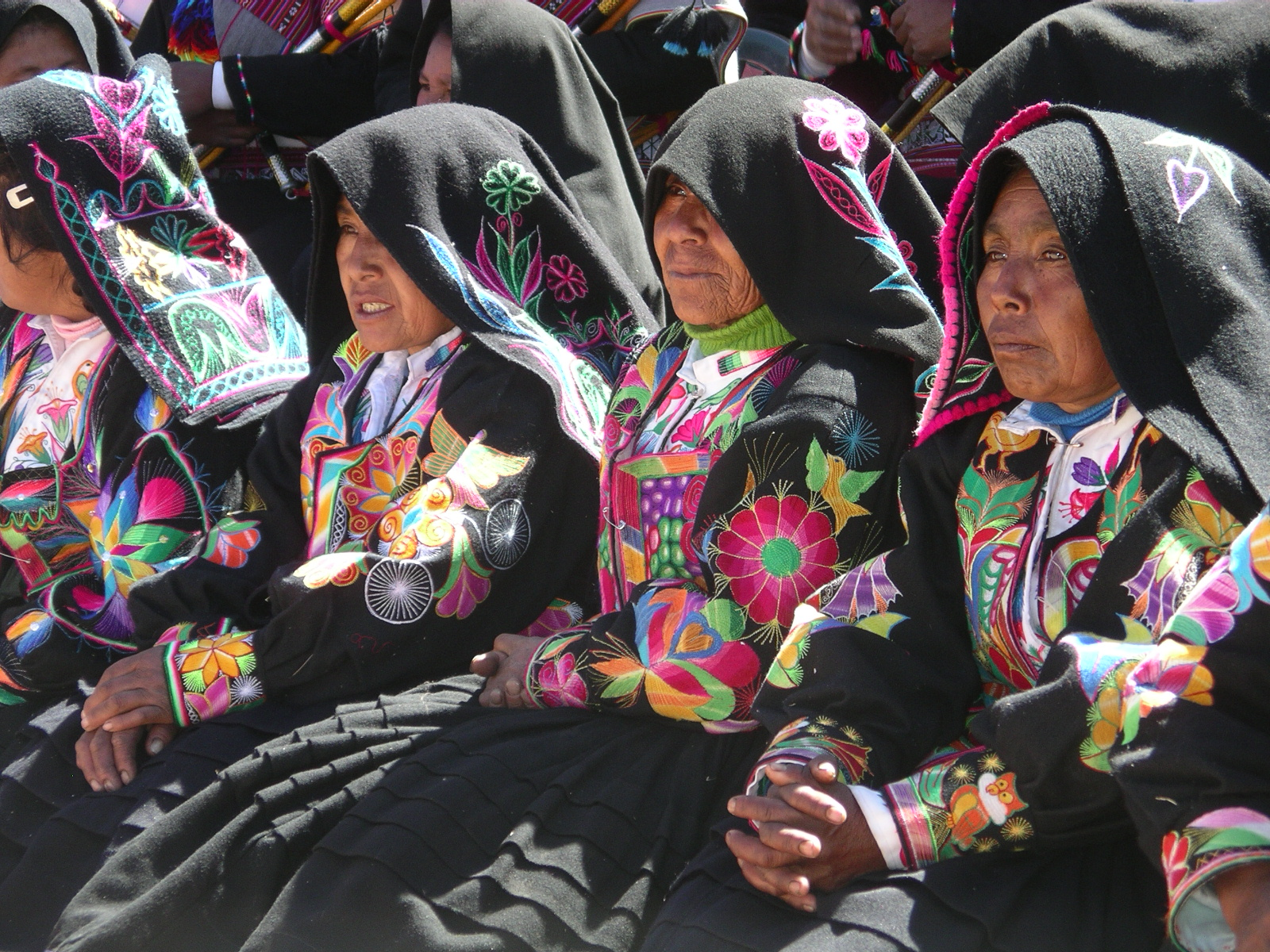
Traditionelle Trachten der Frauen

Jedes Jahr am 25. Juli feiern die Bewohner der Insel ihren Schutzpatron anlässlich der Fiesta de Santiago. Gleichzeitig findet auf Taquile auch die Feria artesanal, die Messe für Kunsthandwerk statt. Die Einheimischen tragen ihre traditionellen Trachten und besammeln sich am Mittag auf dem Hauptplatz für eine Zeremonie.
Berühmt ist Taquile für seine Weberei und Strickerei, deren Textilprodukte zu den hochwertigsten in Peru gehören sollen. Das Spinnen, Weben und Stricken wird vor allem von Männern durchgeführt. Die Textilkunst von Taquile wurde im Jahr 2005 in die UNESCO-Liste der „Meisterwerke des mündlichen und immateriellen Erbes der Menschheit“ aufgenommen und 2008 in die Repräsentative Liste des immateriellen Kulturerbes der Menschheit übernommen.

## Spezielles
Auf der Insel Taquile gibt es ein generelles Verbot für Hunde und Katzen.
Taquile hat eine Radiostation, die durch Generatoren versorgt wird. Die Gemeinde hat jedoch den Einsatz von Solarzellen beschlossen.